# Electric Arguments
Electric Arguments — третий альбом группы The Fireman, дуэта Пола Маккартни и продюсера Youth (Мартина Гловера), наиболее известного как участник групп Killing Joke и The Orb. Альбом был впервые анонсирован на сайте Маккартни 29 сентября 2008, а выпущен 24 ноября 2008 на сайте дуэта. На обложке этого альбома впервые были указаны оба музыканта, составляющие The Fireman, — раньше состав дуэта не указывался.

## Об альбоме
В альбоме, в отличие от предыдущих, присутствуют и музыкальные номера с вокалом. Каждая песня записывалась в течение не более чем одного дня; таким образом, весь альбом был записан всего за 13 дней, хотя процесс записи от первой до последней песни растянулся на год.
Альбом (впервые из всех альбомов The Fireman) дебютировал в британском чарте UK Album Charts, достигнув в нём 79-го места. Также впервые альбом попал и в американский чарт Billboard 200, поднявшись в пике до 67-го места.
Дуэт взял название «Electric Arguments» (рус. Электрические аргументы) из стихотворение Аллена Гинзберга «Из Канзас Сити в Сент-Луис» (англ. Kansas City to St. Louis). В интервью журналу Wired Маккартни говорил, что это потому, что «он смотрел на красоту сочетаний слов, а не на их смысл»."
|  | Мы, записывая этот альбом, сделали очень удачный «финт с отклонением, ведя мяч по полю», потому что это было уже чем-то большим, чем просто «театр импровизации». В смысле импровизации, это были «нарезанные кусочками» тексты в стиле Уильяма Берроуза. Я приступил к сочинению «Sing the Changes» (как и других песен в альбоме), абсолютно без какой-либо концепции относительно того, какой должна быть мелодия или текст. Написание песен происходило практически сходу, на месте, что, похоже отразилось и на всём звучании альбома. — Пол Маккартни |

## Список композиций
Слова и музыка всех песен — Пол Маккартни.
| №   | Название | Длительность |
| --- | --- | ------------ |
| 1.  | «Nothing Too Much Just Out of Sight» (Отредактированная версия, впервые прозвучавшая 29 сентября 2008 на радио BBC Radio 1.)                                      | 4:55         |
| 2.  | «Two Magpies» | 2:12         |
| 3.  | «Sing the Changes» | 3:44         |
| 4.  | «Travelling Light» | 5:06         |
| 5.  | «Highway» | 4:17         |
| 6.  | «Light from Your Lighthouse» | 2:31         |
| 7.  | «Sun Is Shining» | 5:12         |
| 8.  | «Dance 'Til We’re High» | 3:37         |
| 9.  | «Lifelong Passion» (Трек некоторое время был доступен для скачивания с сайта фонда Adopt-A-Minefield; была предоставлен фонду как благотворительный вклад.)       | 4:49         |
| 10. | «Is This Love?» | 5:52         |
| 11. | «Lovers in a Dream» | 5:22         |
| 12. | «Universal Here, Everlasting Now» | 5:05         |
| 13. | «Don’t Stop Running» (Песня заканчивается на 5:54. Бонус-трек, озаглавленный «Road Trip», согласно регистрационным данным на авторские права, начинается в 7:57.) | 10:31        |

| №   | Название                                                                         | Длительность |
| --- | -------------------------------------------------------------------------------- | ------------ |
| 14. | «Sawain Ambient Acapella» (Ремикс Lifelong Passion, без барабанов и бас-гитары.) | 4:53         |

## Отзывы критиков
Альбом Electric Arguments был хорошо принят критиками, как один из лучших альбомов 2008 года. Обозреватель Стивен Томас Эрлевайн (Stephen Thomas Erlewine) из Allmusic писал: «Здесь больше изгибов и поворотов, больше текстур, чем на любом другом альбоме Маккартни за последние 20 лет», присвоив альбому 4 с половиной звезд из пяти. Уилл Гермес (Will Hermes) из журнала Rolling Stone назвал альбом «наиболее загружающей голову (headiest) музыкой кого-либо из бывших битлов за многие годы», присвоив 4 звезды из пяти. Пит Рафидис (Peter Paphides) из The Times дал альбому 4 звезды, написав: «Electric Arguments is delivered with a disregard for production values or playlist potential that would make, say, Keane or the Kooks blush at their own conservatism». Агрегатор обзоров Metacritic вывел для альбома индекс 74 (из 100), отметив как «в основном благоприятные» обзоры 23 критиков (из которых 18 позитивных, 4 «смешанных» (mixed) и 1 негативный).

## Релизы
| Страна         | Дата           | Лейбл             | Формат                                                                         | Номер по каталогу          |
| -------------- | -------------- | ----------------- | ------------------------------------------------------------------------------ | -------------------------- |
| Великобритания | 24 ноября 2008 | One Little Indian | доступен для загрузки с сайта (англ. download; см. Цифровое скачивание музыки) |                            |
| Великобритания | 24 ноября 2008 | One Little Indian | CD                                                                             | TPLP1003CD / 5016958104023 |
| Великобритания | 24 ноября 2008 | One Little Indian | виниловый LP-диск                                                              | TPLP1003                   |
| США            | 25 ноября 2008 | MPL, ATO Records  | download                                                                       |                            |
| США            | 25 ноября 2008 | MPL, ATO Records  | CD                                                                             | ATO 0063 / 8 80882 16402 7 |
| США            | 25 ноября 2008 | MPL, ATO Records  | виниловый LP-альбом                                                            |                            |

### Переиздание 2012 года
(на сайте Discogs информации об этом переиздании пока нет)
Альбом Electric Arguments был переиздан в нескольких пакетах (в пакете может быть несколько форматов издания):
- Digital Only (рус. Только в цифровом виде) digital download; оригинальный 13-трековый альбом, загружаемый с сайта (download)
- Remastered CD and digital (рус. Ремастированный CD и загрузка с сайта) 1 CD and digital download; оригинальный 13-трековый альбом в виде CD-диска и загрузка с сайта
- Remastered vinyl, CD and digital (рус. Ремастированный винил, CD и загрузка с сайта) 1 LP, 1 CD and digital download; оригинальный 13-трековый альбом в виде винилового LP-диска, CD-диска и загрузка с сайта
- Deluxe edition (рус. Делюкс-издание) LP, 2 CDs, 2 DVDs and digital download; бокс-сет, содержащий: 
  - оригинальный 13-трековый альбом в виде винилового LP-диска, CD-диска и загрузка с сайта;
  - 7-трековый CD, содержащий бонусные миксы и альтернативные версии;
  - DVD-диск с аудио повышенного качества (англ. hi-definition audio recordings);
  - DVD-диск с файлами, содержащими мультитрековые записи;
  - 2 эксклюзивных художественных принта с вручную оборванными краями (англ. art prints with hand-torn edges);
  - подробный буклет.

#### Диск 1 (LP, CD) - оригинальный альбом
Оригинальный 13-трековый альбом.

#### Диск 2 (CD) - бонус-треки
Диск с 7 бонус-треками.
Слова и музыка всех песен — Пол Маккартни.
| №  | Название                                                                      | Длительность |
| -- | ----------------------------------------------------------------------------- | ------------ |
| 1. | «Solstice Ambient Acapella»                                                   | 15:11        |
| 2. | «Travelling Light Instrumental»                                               | 8:16         |
| 3. | «Wickerman Ambient Dub»                                                       | 12:41        |
| 4. | «Morning Mist Instrumental Dub»                                               | 5:40         |
| 5. | «Equinox Instrumental»                                                        | 8:22         |
| 6. | «Sawain Ambient Acapella» (A remix of Lifelong Passion, minus drums and bass) | 4:51         |

#### Диск 3 (DVD) - Hi-definition audio recordings
Музыкальные клипы и видео, снятое в студии, о создании альбома.
| №  | Название                                                    | Длительность |
| -- | ----------------------------------------------------------- | ------------ |
| 1. | «Sing the Changes» (музыкальный клип)                       | 3:52         |
| 2. | «Dance 'til We're High» (музыкальный клип)                  | 3:40         |
| 3. | «In the Studio» (видео о создании альбома, снятое в студии) | 12:41        |

#### Диск 4 (DVD) - Мультитрековые сессионные файлы
Multi-track session files.
Слова и музыка всех песен — Пол Маккартни.
| №  | Название                     | Длительность |
| -- | ---------------------------- | ------------ |
| 1. | «Dance 'til We're High»      |              |
| 2. | «Highway»                    |              |
| 3. | «Light from Your Lighthouse» |              |
| 4. | «Sing the Changes»           |              |
| 5. | «Sun Is Shining»             |              |